# Show of Hands
Show of Hands ist ein britisches Folk- und Rootsmusik-Duo, das aus dem Singer-Songwriter Steve Knightley und dem Multiinstrumentalisten Phil Beer besteht. Seit 2004 werden sie von der Kontrabassistin Miranda Sykes begleitet. 

## Geschichte
Knightley und Beer gründeten Show of Hands 1987 im südwestenglischen Devon. Bis 1991 war Beer Mitglied der Albion Band, bevor er dauerhaft mit Knightley zusammenarbeitete. Ab 1987 waren einige Alben entstanden, die nur auf Musikkassetten erhältlich waren. Das erste Album nach Beers Übertritt war das Livealbum Live ’92, das in einem Hotel in Bridport, Dorset, aufgenommen wurde. Es war so erfolgreich, dass das Duo 1993 mit Ralph McTell auf Tour ging. 
1992 gründeten Knightley und Beer mit drei Exilchilenen die Band Alianza, die ein Album aufnahm und 1992 und 1993 auf Tournee ging. In dieser Zeit entstanden Songs wie Santiago, Armadas und Columbus Didn’t Find America, die zum Teil auf dem 1994 erschienenen ersten Studioalbum des Duos zu hören waren. Das 1995 erschienene Album Lie of the Land erhielt gute Kritiken. 1996 spielte die Band erstmals in der Londoner Royal Albert Hall.
2000 erschien das Album Covers mit Coverversionen, etwa von Songs von Jethro Tull, Peter Gabriel, Bob Dylan und Ralph McTell. Nach mehreren anderen Alben entstand The Path im Jahr 2003 als reines Instrumentalalbum. Die Stücke sind nach unterschiedlichen Gegenden Südwestenglands benannt. 2004 gewann Show of Hands den BBC Radio 2 Folk Award als beste Live-Band. 2005 wurden sie als bestes Duo nominiert und waren Teil der Oysterband Big Session, die den Preis als „Beste Band“ erhielt. 

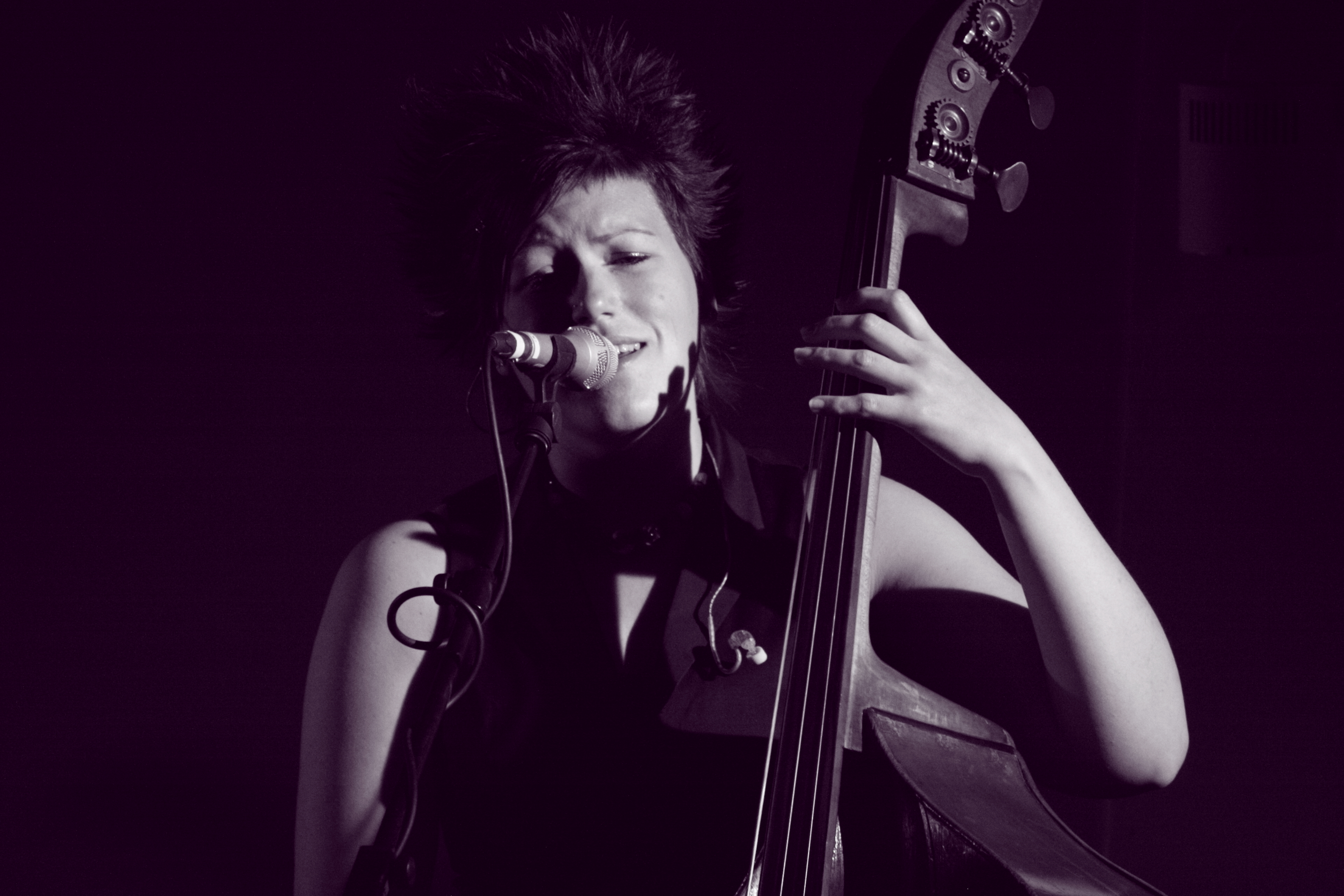
Miranda Sykes in der Harberton Village Hall (2009)

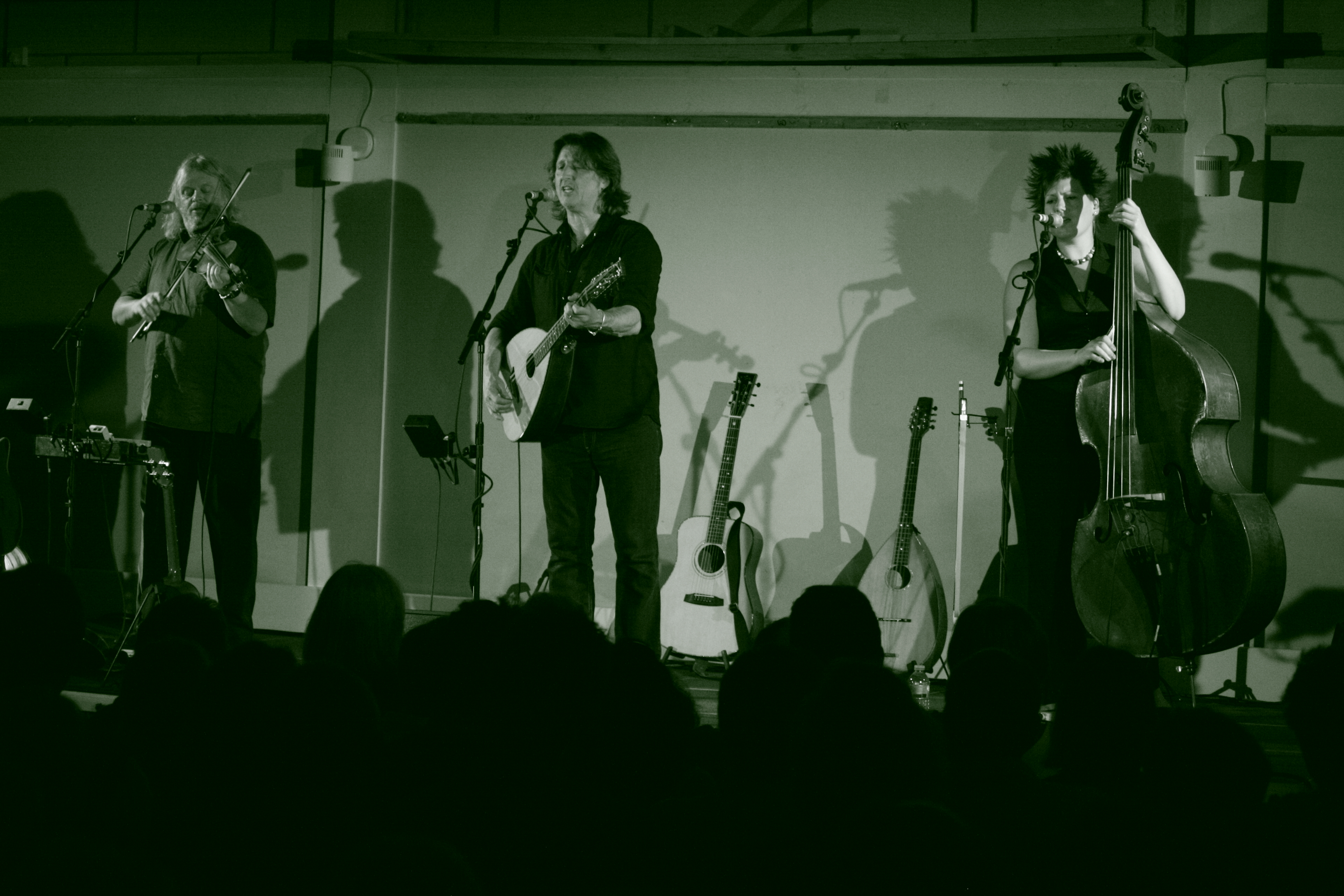
Show of Hands als Trio (2009)

2004 wurden sie erstmals von Miranda Sykes am Doppelbass und als Sängerin begleitet. Im Februar 2010 gewann die Gruppe die BBC Radio 2 Folk Awards in den Sparten „Bestes Duo“ und „Bester selbstgeschriebener Song“ für das Stück Arrogance Ignorance and Greed. Das Lied Roots vom Kompilationsalbum The Best of British Folk, dessen Text ein Appell an die Wahrung englischer Traditionen ist, wurde im selben Jahr ohne Lizenz von der rechtsextremen British National Party in einem Video verwendet. Die Band ließ das Lied aus dem Video entfernen und trat der Kampagne Folk against fascism bei. Das im November 2010 veröffentlichte Album Cobers 2 zählt erstmals Sykes als vollwertiges Bandmitglied auf. Das 2012 erschienene Album Wake the Union ist kommerziell das bisher erfolgreichste Album der Band. Es erreichte Platz 73 in den britischen Albumcharts.

## Sonstiges
- Show of Hands bezeichnet auch die Abstimmungsmethode durch Handaufheben.
- Sowohl Knightley als auch Beer veröffentlichten Soloalben, die Material von Show of Hands enthalten.

## Diskografie

### Musikkassetten
- 1987: Show of Hands
- 1990: Tall Ships
- 1991: Out for the Count

### Studioalben
- 1994: Beat about the Bush
- 1995: Lie of the Land
- 1997: Dark Fields
- 1998: Folk Music
- 1999: Anglicana
- 2000: Covers
- 2001: Cold Frontier
- 2003: The Path
- 2003: Country Life
- 2006: Witness
- 2009: Arrogance Ignorance and Greed
- 2010: Covers 2
- 2012: Wake the Union
- 2016: The Long Way Home
- 2019: Battlefield Dance Floor

### Livealben
- 1994: Live '92
- 1996: Live at the Royal Albert Hall
- 2002: Cold Cuts
- 2005: As You Were
- 2008: Live at Exeter Phoenix
- 2011: Backlog 2

### Kompilationen
- 1995: Backlog 1987–1991
- 2000: No Song to Sing
- 2000: Show of Hands
- 2007: Roots – The Best of Show of Hands
- 2011: Backlog 2

### Singles
- 1995: Columbus (EP)
- 1997: Crazy Boy
- 2004: Are We Alright / Crooked Man
- 2006: Witness / If I Needed Someone
- 2007: Roots / Country Life
- 2010: Arrogance Ignorance and Greed
- 2010: Arrogance Ignorance and Greed / Evolution / The Man I Was
- 2010: Arrogance Ignorance and Greed / The Keys Of Canterbury

### Videoalben
- 1996: Acoustic Workshop
- 1998: Stairway To Devon
- 2001: The Big Gig
- 2004: Show of Hands on Film – The Video Collection
- 2007: Tour of Topsham
- 2013: Show of Hands with the Urban Soul Orchestra – Live at Shrewsbury Folk Festival
- 2013: Making the Waking